# Munkedal
Munkedal – miejscowość (tätort) w Szwecji, w regionie administracyjnym (län) Västra Götaland, w gminie Munkedal.
Według danych Szwedzkiego Urzędu Statystycznego liczba ludności wyniosła: 3910 (31 grudnia 2015), 4138 (31 grudnia 2018) i 4157 (31 grudnia 2019).